# Ed Wood (filme)
Ed Wood (em inglês:  Ed Wood) é um filme estadunidense de 1994, dos gêneros comédia dramática biográfica, dirigido por Tim Burton, sobre Edward Davis Wood Jr., considerado o pior diretor de todos os tempos. O roteiro é baseado no livro Nightmare of Ecstasy, de Rudolph Grey. O filme foi rodado em preto e branco.

## Sinopse
Ed Wood (Johnny Depp) é um produtor e diretor de filmes trash e ficção científica, que usa da inventividade para fazer frente aos parcos recursos técnicos e orçamentários dos quais dispõe. A história passa-se na década de 1950, quando Ed se envolve com um grupo de atores desajustados, entre os quais estava Bela Lugosi (Martin Landau), já em final de carreira.

## Elenco
- Johnny Depp .... Ed Wood
- Martin Landau .... Béla Lugosi
- Sarah Jessica Parker .... Dolores Fuller
- Patricia Arquette .... Kathy O'Hara
- Lisa Marie Smith .... Vampira
- Jeffrey Jones .... O Incrível Criswell
- Max Casella .... Paul Marco
- Brent Hinkley .... Conrad Brooks
- Bill Murray .... Bunny Breckinridge
- George Steele .... Tor Johnson
- Juliet Landau .... Loretta King
- Ned Bellamy .... Tom Mason
- Mike Starr .... George Weiss

## Principais prêmios e indicações
Oscar 1995 (EUA)
- Venceu nas categorias de Melhor Ator Coadjuvante (Martin Landau) e Melhor Maquiagem (Rick Baker)[carece de fontes?]

Globo de Ouro 1995 (EUA)
- Venceu na categoria de Melhor Ator Coadjuvante (Martin Landau)[carece de fontes?]
- Indicado nas categorias de Melhor Filme - Comédia/Musical e Melhor Ator - Comédia/Musical (Johnny Depp)[carece de fontes?]

BAFTA 1996 (Reino Unido)
- Indicado nas categorias de Melhor Ator Coadjuvante (Martin Landau) e Melhor Maquiagem e Penteado[carece de fontes?]

Festival de Cannes 1995 (França)
- Indicado à Palma de Ouro[carece de fontes?]

Saturn Award 1995 (EUA)
- Venceu nas categorias de Melhor Ator (Martin Landau) e Melhor Música (Howard Shore)[carece de fontes?]
- Indicado nas categorias de Filme de Fantasia e Melhor Roteiro (Scott Alexander e Larry Karaszewski)[carece de fontes?]